# Ласгуш Порадеци
Лазар Сотир Гушо (на албански: Llazar Sotir Gusho), известен като Ласгуш Порадеци (Lasgush Poradeci), е виден албански писател. Порадеци е известен с късите си разкази, в които успява да постигне „по-високо ниво на литературна изтънченост“ от съвременниците си.

## Биография
Роден е в македонското албанско градче Поградец на 27 декември 1899 г. Учи в Битолския румънски лицей от 1909 до 1916 година. В разгара на Първата световна война баща му го изпраща да продължи образованието си в Гърция с условието да не учи на гръцки език и Лазар се записва в Лицея на Малките братя на Мария в Атина, където остава до 1920 година. Поради лошото му здраве обаче последните две години в Атина прекарва в санаториум, издържан от София Шлиман. Хванат да флиртува със сестра, Гушо е изхвърлен от санаториума и той заминава при брат си в Букурещ. Успява да се запише в Академията за изящни изкуства, въпреки рестрикциите, наложени от румънското правителство на чужденците. В Букурещ се запознава и сприятелява с поета романтик Александър Ставре Дренова, когото замества като секретар на албанската колония в 1922 година, с Митруш Кутели и много румънски писатели и поети. Започва да публикува стихове в различни албански издания - „Шкипъри е ре“ (Нова Албания), илюстровано списание, излизащо в Кюстенджа и бостънското „Диели“. Стиховете му издават влияние от румънския лирик Михай Еминеску.
В 1924 година правителството на Фан Ноли му осигурява стипендия и Гушо заминава за Берлин, за да учи при австрийския албанист Норберт Йокъл, но не успява и се записва във Факултета по романска и германска филология в Грацкия университет. Прекарва десет години в Грац, където в 1933 година защитава дисертацията „Неоцененият Еминеску и неговата родна народна идеология“ (Der verkannte Eminescu und seine volkstümlich-heimatliche Ideologie). На следната година заминава за Албания, където преподава изкуство в средно училище в Тирана. Остава в столицата по време на войната. От 1944 до 1947 година е безработен и семейството ву живее от учителската заплата на жена му. За кратко работи в Научния институт, а след това започва да превежда за държавната издателска къща „Наим Фрашъри“ до пенсионирането си през 1974 година. Последните си години прекарва в Поградец. Умира в пълна мизерия в Тирана на 12 ноември 1987 година.

## Творчество
Порадеци заема важно място в албанската литература и стои встрани от съвременните му големи автори – романтичния поет Асдрени, политическия Фан Ноли и месианистичния Мигени. Той оставя две изключителни стихосбирки - „Танцът на звездите“ (Vallja e yjve) и „Звездата на сърцето“ (Ylli i zemrës), публикувани в Румъния през 1933 и 1937 година, които според албаниста Робърт Елси са „революционни в албанската поезиця“. „Танцът на звездите“ е публикувана в Кюстенджа, в печатница Албания със средства събрани от Асдрени и албански студенти в Букурещ. „Звездата на сърцето“ е публикувана със съдействието на приятеля на Порадеци Митруш Кутели и съдържа по-късни произведения, както и нови версии на старите стихотворения. Тя според Елси е най-доброто лирическо произведение на Порадеци и съдържа „едни от най-мелодичните и метрично изящни стихове, писани някога на албански“. Порадеци внася в албанската литература елементи на пантеистичен мистицизъм, наречен от него метафизика на креативната хармония. Основно място в поезията на Порадеци заемат водите на Охридското езеро. Освен стиховете за природата, пише и любовни стихове, както и някои на национални теми, всичко около 100 стихотворения. В изказа си предпочита архаизми и неологизми, с които създава необичайни ефекти. Езикът му еповлиян от тоската устна поезия.
Порадеци публикува и стихове в литературни списания в края на 30-те и 40-те години – като например в културния месечник „Пърпекя шкиптаре“ (Албанско усилие) на Бранко Мерджани. С установяването на сталинисткия режим в страната, Порадеци престава да пише, тъй като не се ползва с одобрението на новите власти. Порадеци заявява, че по-скоро ще счупи перото си, отколкото да пише поезията, която властта иска. Някои негови творби, цензурирани от властите, се публикуват в литературните списания „Дрита“ (Светилината) и „Нънтори“ (Ноември), но основно той се занимава с преводи.